# 怀道乡
怀道乡，是中华人民共和国山西省忻州市宁武县下辖的一个乡镇级行政单位。

## 行政区划
怀道乡下辖以下地区：
谢家坪村、屠沟村、甘沟村、大滩沟村、陆圈沟村、大玉皇村、天王塔村、上官庄村、王阁寨村、长乙珍村、庙岭村、南沟只村、圪寥沟村、寺湾村、怀道村、黄松沟村、圪洞村、小南沟村、官地村、中马坊村、左眼沟村、白马崖村和下官庄村。